# Dub Side of the Moon
A Dub Side of the Moon  a Pink Floyd The Dark Side of the Moon című albumának reggae-dub átdolgozása az Easy Star All-Stars zenekar jóvoltából.

## Számok
1. "Speak to Me & Breathe" (Sluggy Ranks)
2. "On the Run"
3. "Time" (Corey Harris & Ranking Joe)
4. "The Great Gig in the Sky" (Kirsty Rock)
5. "Money" (Gary "Nesta" Pine & Dollarman)
6. "Us and Them" (Frankie Paul)
7. "Any Colour You Like"
8. "Brain Damage" (Dr Israel)
9. "Eclipse" (The Meditations)